# Petershagen Nord
Petershagen Nord – przystanek kolejowy w Petershagen/Eggersdorf, w kraju związkowym Brandenburgia, w Niemczech. Znajduje się tu 1 peron.